# Distretto di Tianxin
Il distretto di Tianxin (天心区S, Tiānxīn QūP) è un distretto della Cina, situato nella provincia di Hunan e amministrato dalla prefettura di Changsha.
Una delle tante attrazioni che si possono trovare in questo distretto è il Parco del Padiglione Tianxin, situato sull’antica cinta muraria sud della città. Il padiglione Tianxin è composto da tre strutture, il padiglione principale a tre piani e i padiglioni ausiliari a due piani. I due lati sono collegati da un lungo corridoio. Nel giardino circostante i fiori e gli alberi sono rigogliosi, e formano un bel contrasto di colori col padiglione.